# François Furet
François Furet (París; 27 de marzo de 1927 - 12 de julio de 1997), fue un historiador e intelectual francés. Fue director de la École des Hautes Etudes en Sciences Sociales (EHESS), presidente de la Fundación Saint-Simon y miembro de la Academia francesa. Sus contribuciones fueron claves para renovar la historiografía de la revolución francesa e impulsar el desarrollo de la nueva historia política y conceptual en Francia. 

## Trayectoria
Nacido en una familia burguesa, François Furet realizó sus primeros estudios en el Lycée Janson de Sailly de París. Comenzó a estudiar en la Facultad de Letras de la Universidad de París, pero una tuberculosis lo detuvo y le obligó a permanecer internado en sanatorios en los Alpes, donde finalizó sus estudios universitarios. Comenzó su carrera profesional enseñando en institutos y liceos. 
En 1956, entró en el Centre national de la recherche scientifique para iniciar sus investigaciones sobre la burguesía francesa en el siglo XVIII. Inscrito en la renovación historiográfica de la escuela de Annales, desde 1962 se desempeñó en la institución central de dicha corriente, la VI sección de la École Pratique des Hautes Études.
A su labor como investigador y profesor, sumaría hasta 1966 la de periodista para el Nouvel Observateur parisino. Luego de los sucesos del Mayo francés, se incorporó al gabinete del ministro Edgar Faure.
Habiendo militado en su juventud en el Partido Comunista Francés, el cual abandonó en rechazo a la represión soviética de la revolución húngara de 1956, la trayectoria de Furet se abocó en gran parte al análisis y la crítica del legado revolucionario de tradición jacobina, dentro del cual incluyó al marxismo. En particular, se opuso a la interpretación social-estructuralista de la Revolución Francesa predominante en la academia francesa, que elevaba al conflicto de clases como la causa y el motor fundamental de los hechos centrales de la Revolución. En su llamado a "dejar pasar la revolución" se encuentra la búsqueda de generar el distanciamiento analítico necesario para comprender el fenómeno en su complejidad política, sin caer en mitologías patrióticas ni en la romantización clasista de la segunda Revolución. Retomando las tesis de Alfred Cobban, Furet se inscribió en la llamada interpretación revisionista o liberal.
En 1977 sucedió a Jacques Le Goff como presidente de la École des Hautes Etudes en Sciences Sociales (EHESS). De su actividad en dicha institución surgió el actual Centre d'études sociologiques et politiques Raymond Aron (CESPRA), dedicado al estudio y discusión del liberalismo francés, y germen de la corriente de la nueva historia política.
En 1995 recibió el Premio europeo Amalfi de sociología y ciencias sociales, por Le passé d'une illusion.

## Obra
- La Révolution française, con Denis Richet, Fayard, 1965.
- La época de las revoluciones europeas 1780-1848, Luis Bergeron, Francois Furet, Reinhart Koselleck, Historia Universal siglo XXI, Siglo XXI, 9.ª edición.
- Penser la Révolution française, Gallimard, 1978. Tr.: Pensar la revolución francesa, Petrel, 1980, ISBN 978-84-85746-02-6
- L'atelier de l'histoire, Flammarion, 1982.
- Marx et la Révolution française, Flammarion, 1986. Tr.: Marx y la revolución francesa, Fondo de Cultura Económica, 1992, ISBN 968-16-3753-4
- Le Siècle de l'avènement républicain, Gallimard, 1993.
- Le Passé d'une illusion. Essai sur l'idée communiste au XXe siècle, Laffont/Calmann-Lévy, 1995.
- Fascisme et Communisme, con Ernst Nolte. Tr.: Fascismo y comunismo, Alianza, ISBN 978-84-206-3531-6
- La Révolution, Histoire de France, Hachette.
- La democracia en Europa, Alianza, 1993, ISBN 978-84-206-9670-6, con Ralf Dahrendorf y Bronislaw Geremek
- Dictionnaire critique de la Révolution française (con Mona Ozouf), Flammarion, 1988, ISBN 2-08-211537-2. Tr.: Diccionario de la revolución francesa, Alianza, 1989 ISBN 978-84-206-5233-7
- Dictionnaire critique de la Révolution française. Institutions et créations (con Mona Ozouf), Flammarion, 1993, ISBN 2-08-081265-3,
- Dictionnaire critique de la Révolution française. Événements (con Mona Ozouf), Flammarion, 1993, ISBN 2-08-081266-1,
- Dictionnaire critique de la Révolution française. Acteurs (con Mona Ozouf), Flammarion, 1993, ISBN 2-08-081264-5,
- Le Siècle de l'avènement républicain (con Mona Ozouf), Gallimard, 1993.
- La revolución a debate. Encuentro. 2000. ISBN 9788474905588.